# بخش خاوه
بخش خاوه یکی از بخش‌های شهرستان دلفان در استان لرستان ایران است.

## تقسیمات کشوری
- بخش خاوه
  - دهستان خاوه جنوبی
  - دهستان خاوه شمالی

شهر : برخوردار

## جمعیت
براساس سرشماری مرکز آمار ایران در سال ۱۳۹۵، جمعیت بخش خاوه ۲۰۳۱۳ نفر بوده‌است.
طبق سرشماری مرکز آمار ایران در سال ۱۳۹۵  خاوه پرجمعیت بخش بعد از بخش مرکزی در شهرستان دلفان است.